# Parchi di Treviglio

## Parchi per zona

### Castel Cerreto
- Parco del Cerreto

### Centro Storico
- Parco di viale Cesare Battisti

### Geromina
- Parco di via Canonica
- Parco di via Geromina
- Parco di via Guardazocca
- Parco di via Peppino Impastato

### Quartiere San Zeno
- Parco di via Gerosa

### PIP 1
- Parco di via Ugo La Malfa

### Villaggio
- Parco di via delle Betulle
- Parco di via dei Tigli

### Zona Est
- Parco del Carcano
- Parco del Cimitero
- Parco di piazza Repubblica

### Zona Nord
- Parco di via dei Mulini
- Parco di via Giovanni da Verrazzano
- Parco di via Marco Polo
- Parco di via Papa Giovanni XXIII
- Parco di via Trento

### Zona Ovest
- Parco di via Milano

### Zona Sud
- Parco delle Cesare Battisti
- Parco di via Tommaso Grossi

### Altri
- Parco dei campi di via Bergamo
- Parco di via Caprera
- Parco di via Francesco Cilea
- Parco di via Bartolomeo Colleoni